# Minna (centre commercial)
Pour les articles homonymes, voir Minna.
Minna est un centre commercial et de divertissement du quartier de Multimäki à Kuopio en Finlande.

## Le centre commercial Minna
Le centre commercial porte le nom de Minna Canth. Le complexe a été construit à l'origine par l'Association des marchands et entrepreneurs de Kuopio et sa construction s'est achevée après de longues phases en 1988. Le centre commercial, construit à l'origine comme un grand magasin, utilisait le nom de Savon City, mais après sa faillite au début des années 1990 et le changement de propriétaire il a pris son nouveau nom. Le centre commercial Minna est situé à l'adresse Haapaniemenkatu 18, et comme l'IsoCee voisin il  appartient à l'institution financière de retraite du secteur public Keva.

## Fusion d'IsoCee et Minna
Minna et IsoCee ont fusionné en 2018. Le nouvel ensemble nommé Minna est composé des deux bâtiments situés au cœur de Kuopio près de la place du marché et a une superficie locative de près de 20 000 m2. Le centre commercial Minna est à l'adresse Haapaniemenkatu 18, et le centre de divertissement Minna est à l'adresse Ajurinkatu 16.

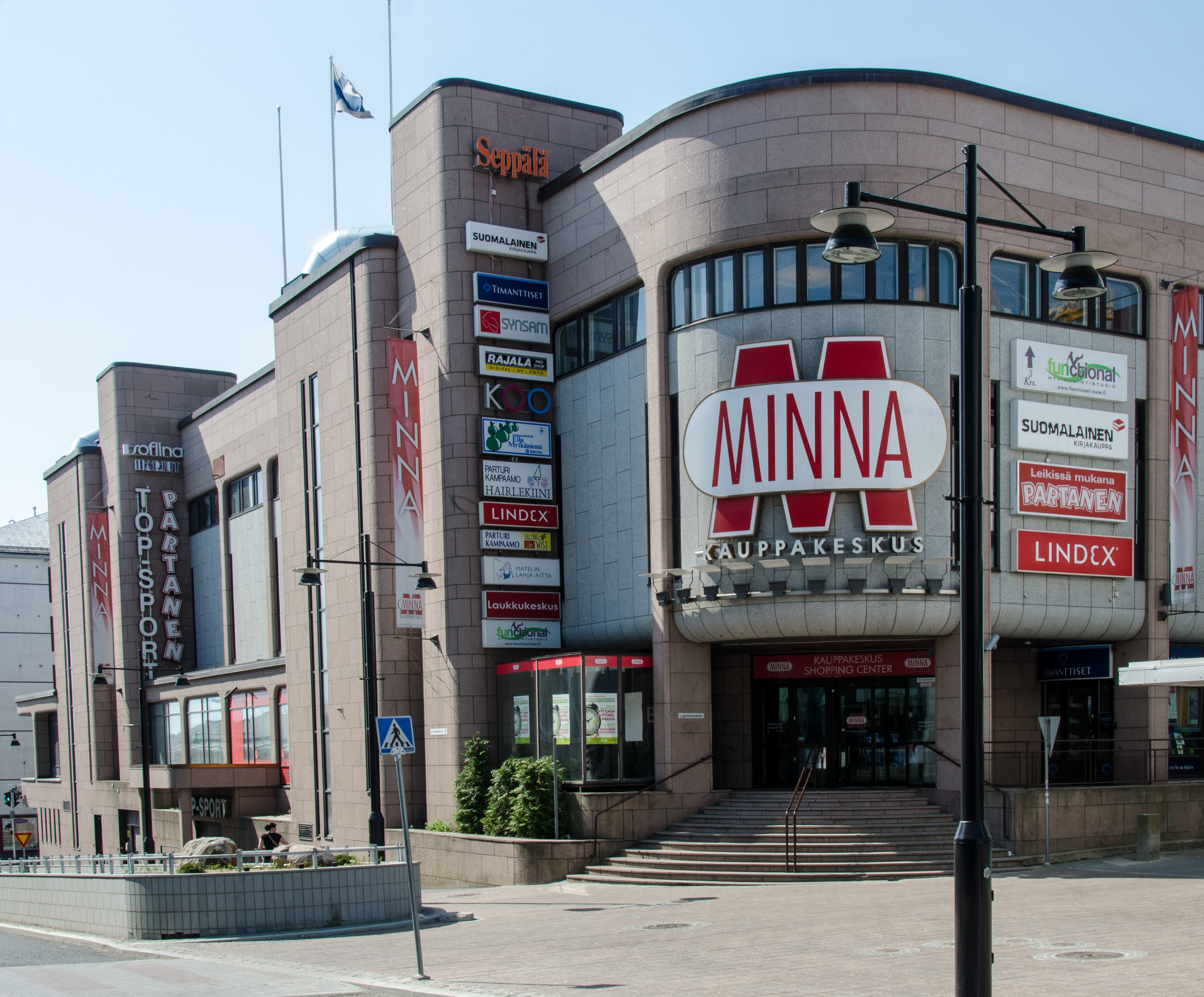
Minna.